# فؤاد أحمد
فؤاد أحمد (27 يناير 1936 - 15 أغسطس 2010 )، ممثل مصري. حصل على ليسانس آداب وبكالريوس المعهد العالي للفنون المسرحية، يعد من ألمع الفنانين في تقمصهم للأدوار خاصة الشريرة، وقد ظهرت براعته تلك في التناسق العميق المركز بين أقواله وأفعاله (وهو ما يطلق عليه دارسي فن الإلقاء المسرحي: مبدأ الانتقاء والتأكيد) وخاصة في شخصية «السامري» (مسلسل «محمد رسول الله»)وشخصية «حمودة» (فيلم «المشبوه»)، وفيلم خمسة باب ومع ذلك لم يستوف «فؤاد أحمد» حقه من النجومية والشهرة ككثير من المواهب التي أهيل عليها التراب في ذلك الوقت وعمل في مسرح الحكيم منذ عام 1963.

## وفاته
توفي عن عمر يناهز 74 عامًا، وذلك في يوم الأحد 15 أغسطس، 2010. بعد رحلة عطاء كبيرة للسينما والمسرح فقد خلالها بصره من أجل الفن، حيث أمضى 20 سنة الأخيرة من عمره فاقدًا للبصر بسبب ماكياج أجري له بطريقة خاطئة فأصيب بالعمى مباشرة، وظل هكذا دون علاج أو تعويض ودخل في صراع طويل مع المرض انتهى بوفاته.
وتم تشييع جنازته في يوم الإثنين 16 أغسطس في مسجد الشرطة بالدراسة.

## أعماله

### الأفلام
- نحب عيشة الحرية (2001)[4]
- أصدقاء الشيطان (1988)
- نواعم (1988)
- الملعوب (1987)
- رجل لهذا الزمان (1986)
- القطار (1986)
- خلي بالك من عقلك (1985)
- الثعابين (1985)
- خمسة باب (1983)
- أرزاق يا دنيا (1982)
- المشبوه (1981)
- البؤساء (1978)

### المسلسلات
- جحا المصري (2002)
- السيرة الهلالية 3 (2001)
- سامحوني ماكنش قصدي (1999)
- ومنين أجيب ناس (1998)
- السيرة الهلالية 2 (1998)
- الإمام الأعظم أبو حنيفة النعمان (1997)
- جمهورية زفتى (1997)
- أحلام فستق (1996)
- رابعة تعود (1996)
- الفرسان (1994)
- لا إله إلا الله 4 (1988)
- أصوات تبحث عن ميكروفون (1987)
- لا إله إلا الله 3 (1987)
- لا إله إلا الله 2 (1986)
- غلطة العمر (1986)
- لا إله إلا الله (1985)
- نور الدين زنكي (1984)
- الزير سالم (1984)
- عمرو بن العاص (1983)
- الحوت (1983)
- الكعبة المشرفة (1981)
- صورة عائلية (1981)
- البرئ (1981)
- محمد رسول الله 2 (1981)
- على باب زويلة (1975)
- الدوامة (1973)
- النجمة (الكنز) (1971)
- كروان (1970)
- الفلاح (1968)
- الرحيل (1967)

### المسرحيات
- عبده يتحدى رامبو (1990)
- علشان خاطر عيونك (1987)
- طار فوق عش المجرمين (1980)
- مع خالص تحياتي (1980)
- كلام فارغ (1978)
- يا أنا يا هو (1975)

## وصلات خارجية
- فؤاد أحمد على موقع قاعدة بيانات الأفلام العربية
- صفحة فؤاد أحمد علي موقع قاعدة بيانات الأفلام العربية